# Вангероге
Вангероге (нем. Wangerooge) — остров и община в Германии, один из Фризских островов. В административном плане остров имеет статус посёлка в земле Нижняя Саксония. В прошлом жители острова говорили на вангерогском диалекте восточнофризского языка, последний носитель этого диалекта на Вангероге умер в 1930 году.

Остров Вангероге

Входит в состав района Фризия. Население составляет 919 человек (на 31 декабря 2010 года). Занимает площадь 4,97 км².

## Население
| Год  | Население |
| ---- | --------- |
| 1990 | 1093      |
| 1995 | 1317      |
| 2000 | 1199      |
| 2005 | 1035      |
| 2010 | 919       |

## Транспорт

### Железная дорога
На острове есть своя узкоколейная железная дорога, Wangerooger Inselbahn. Длина дороги — 5,9 км, ширина колеи — 1000 мм. На дороге используются тепловозы.
Автотранспорт
На острове нет частных машин, только машины коммунальных служб.

## Фотографии

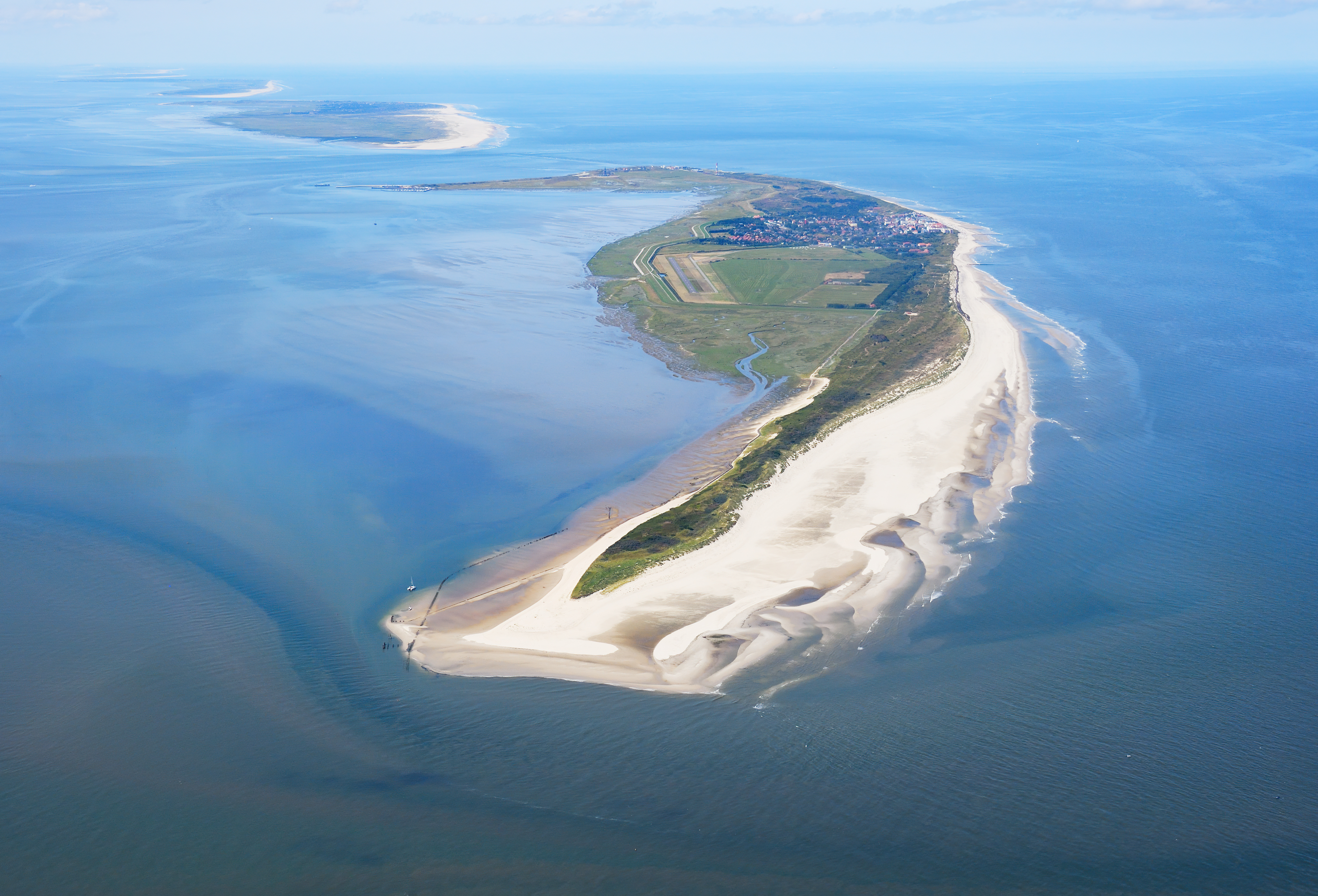
Wangerooge
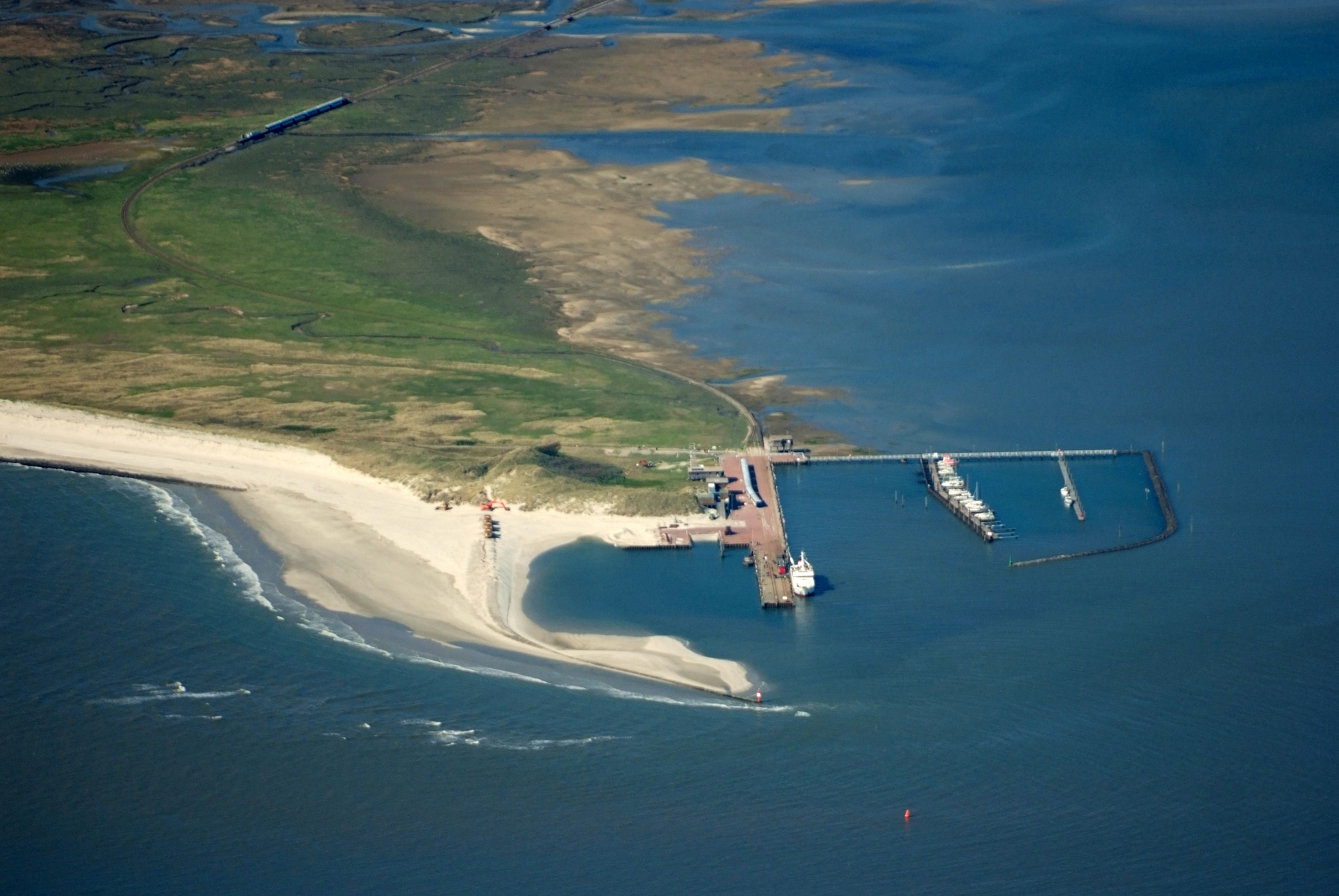
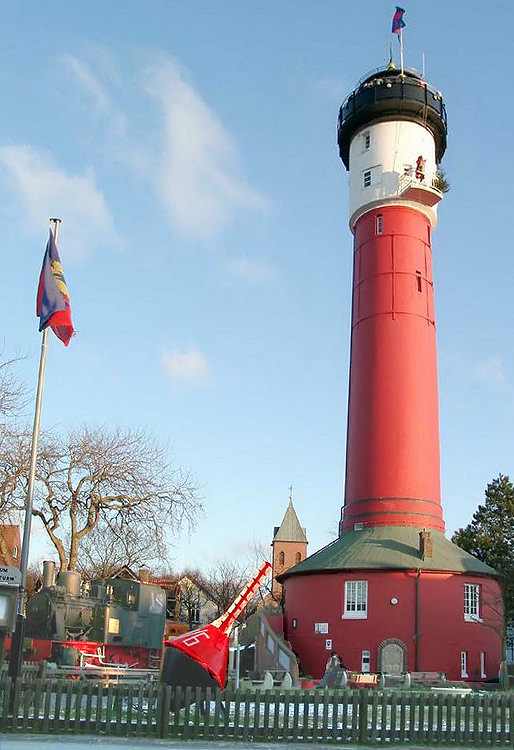
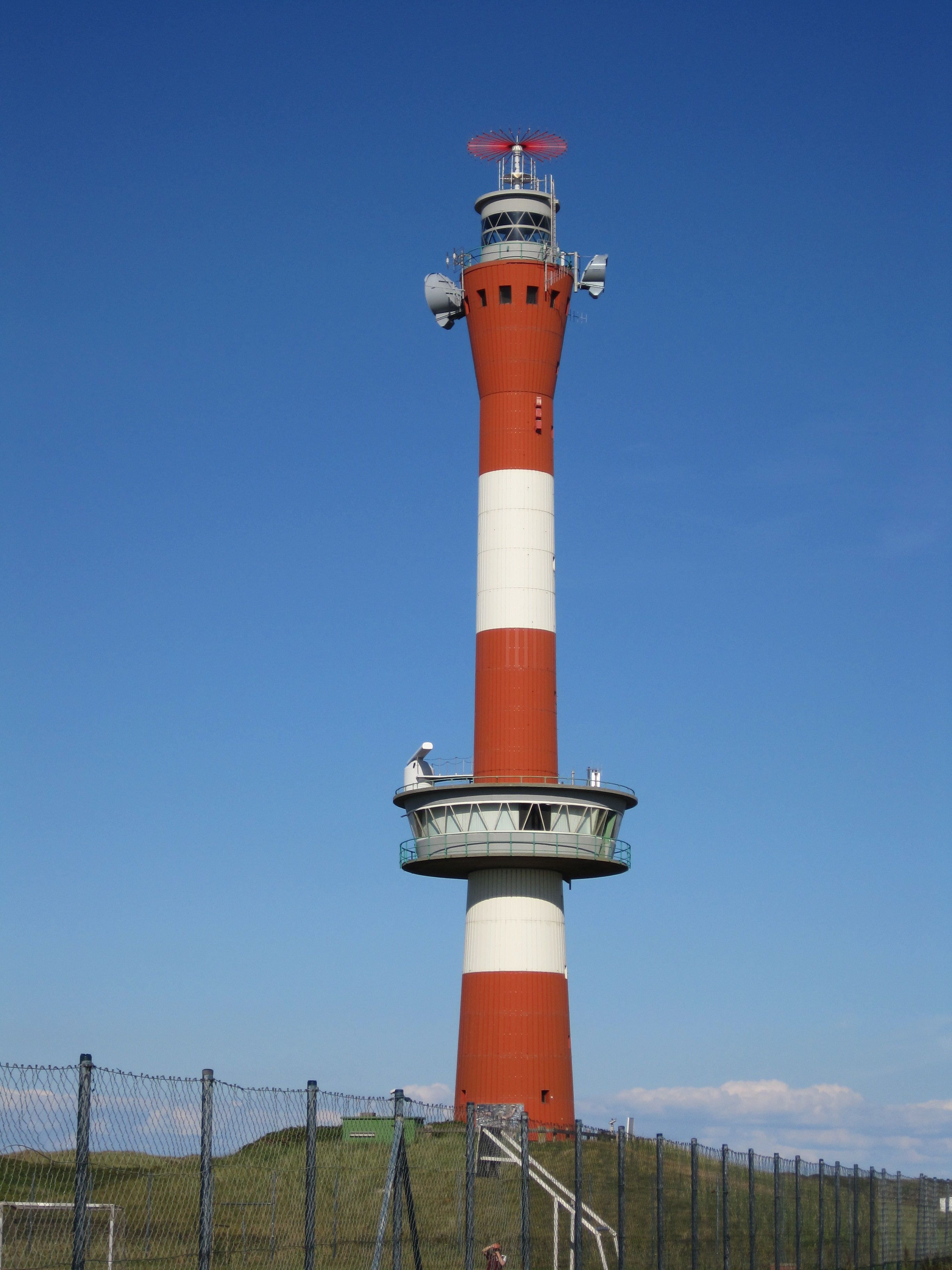
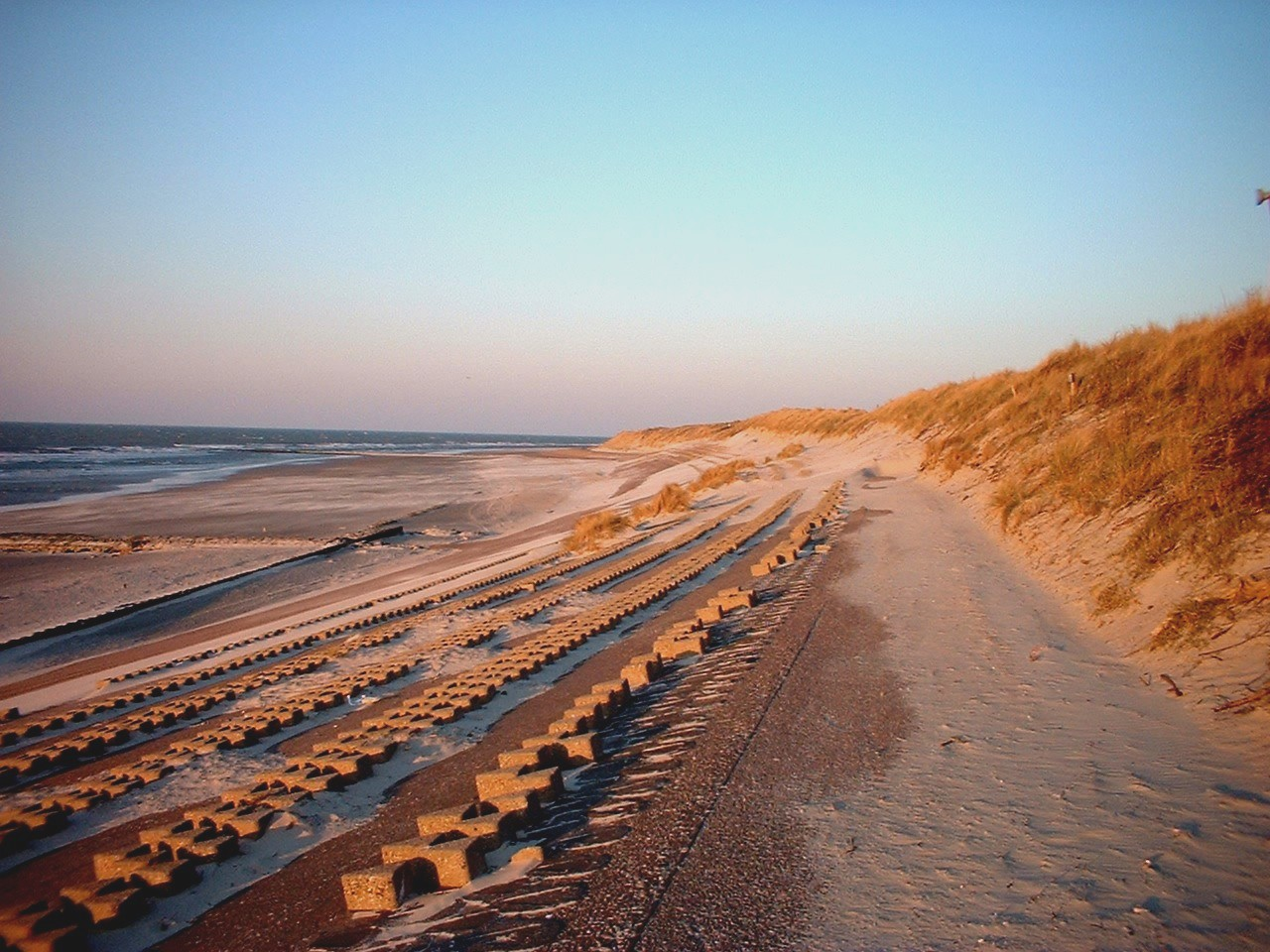
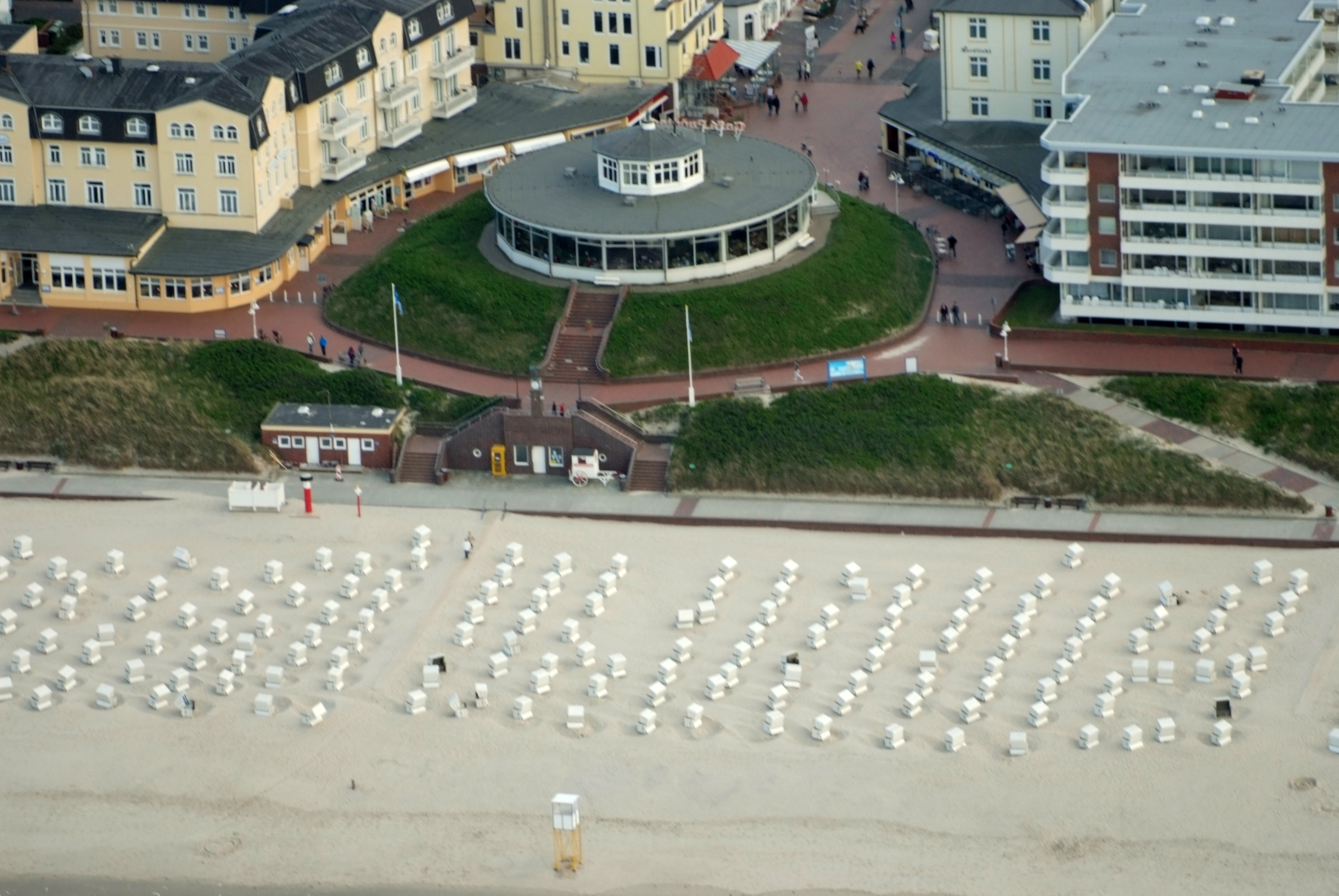
Café Pudding
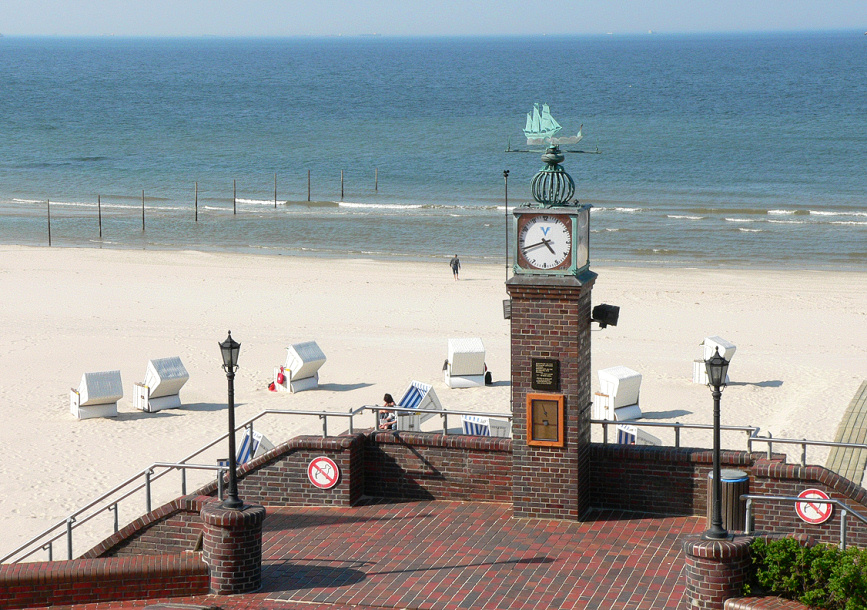
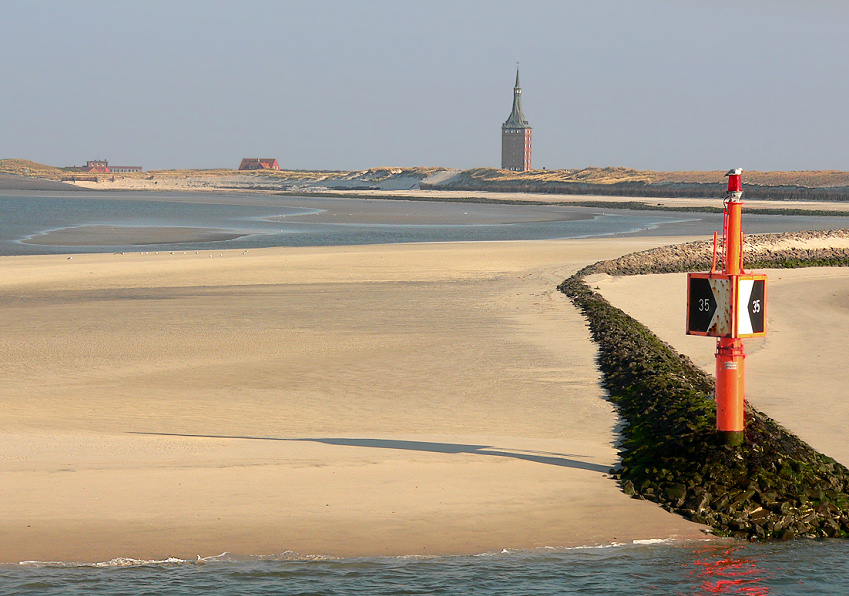
Башня
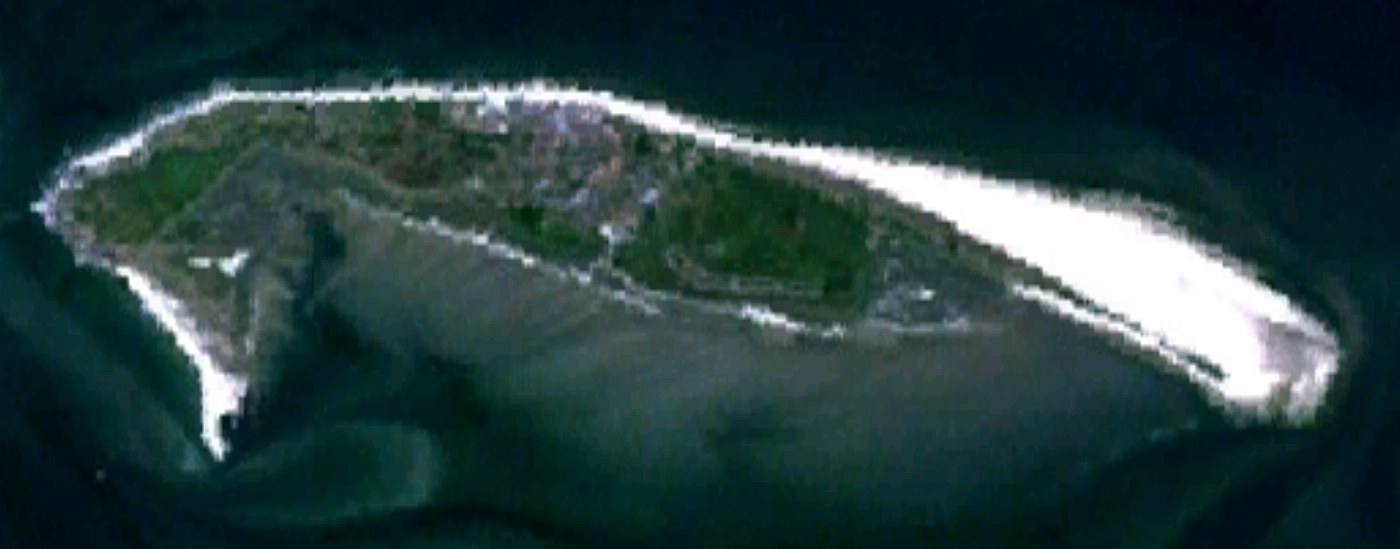
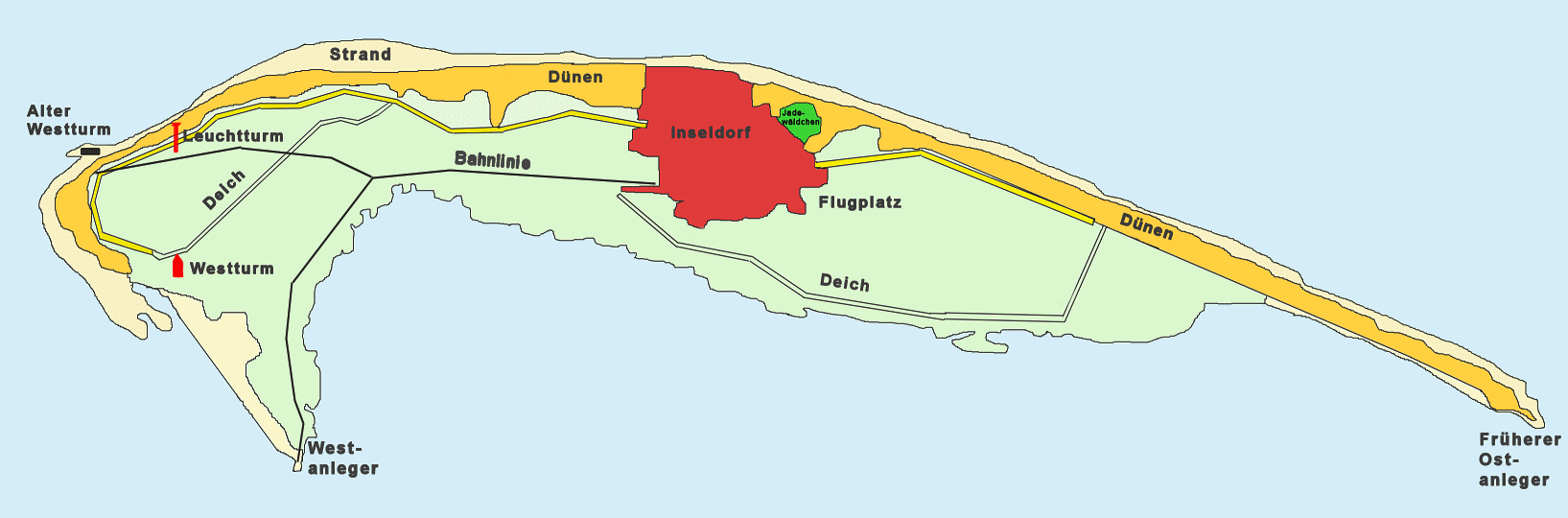
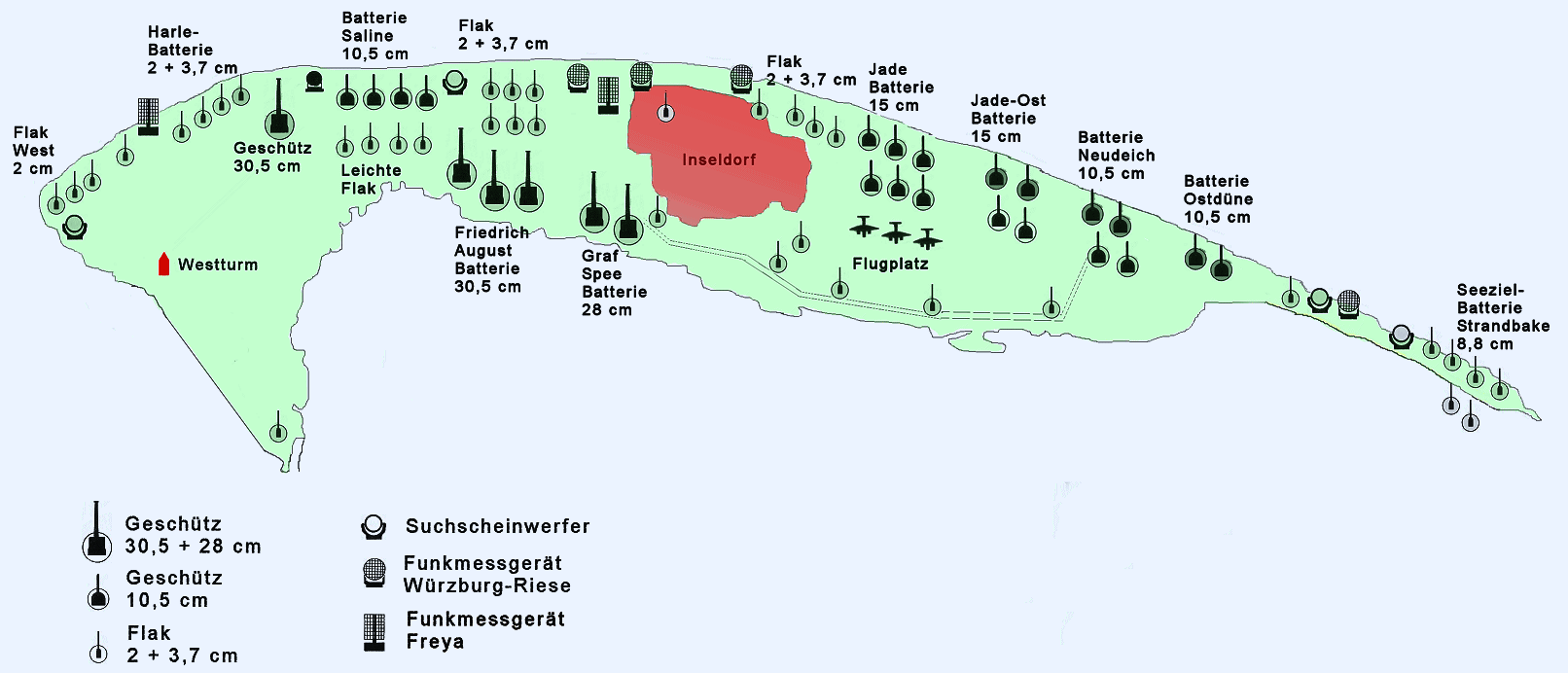
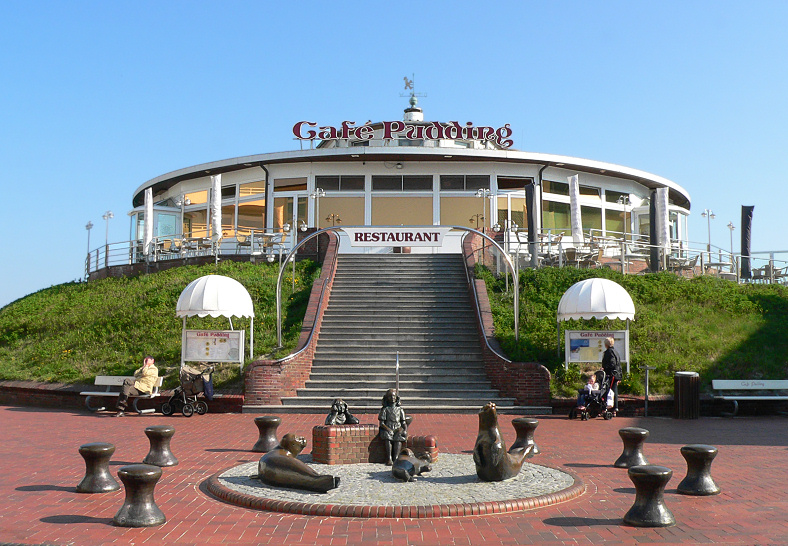
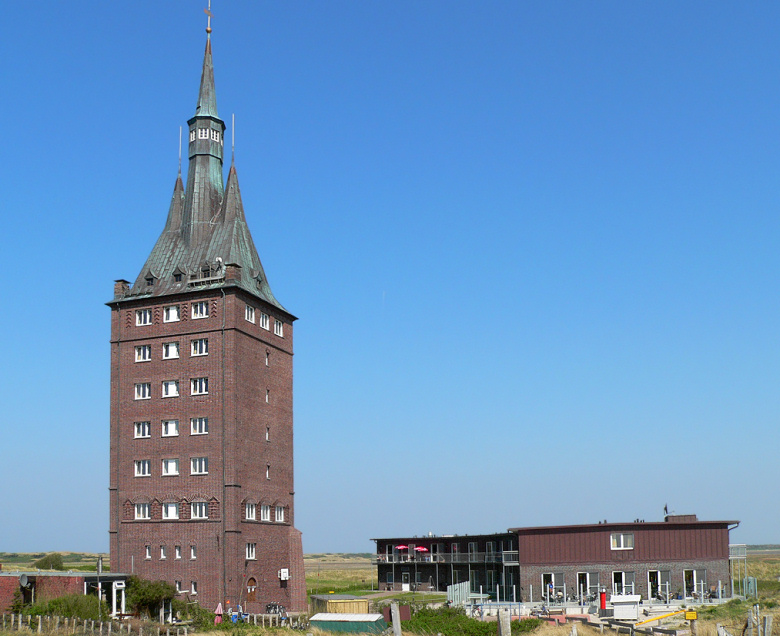
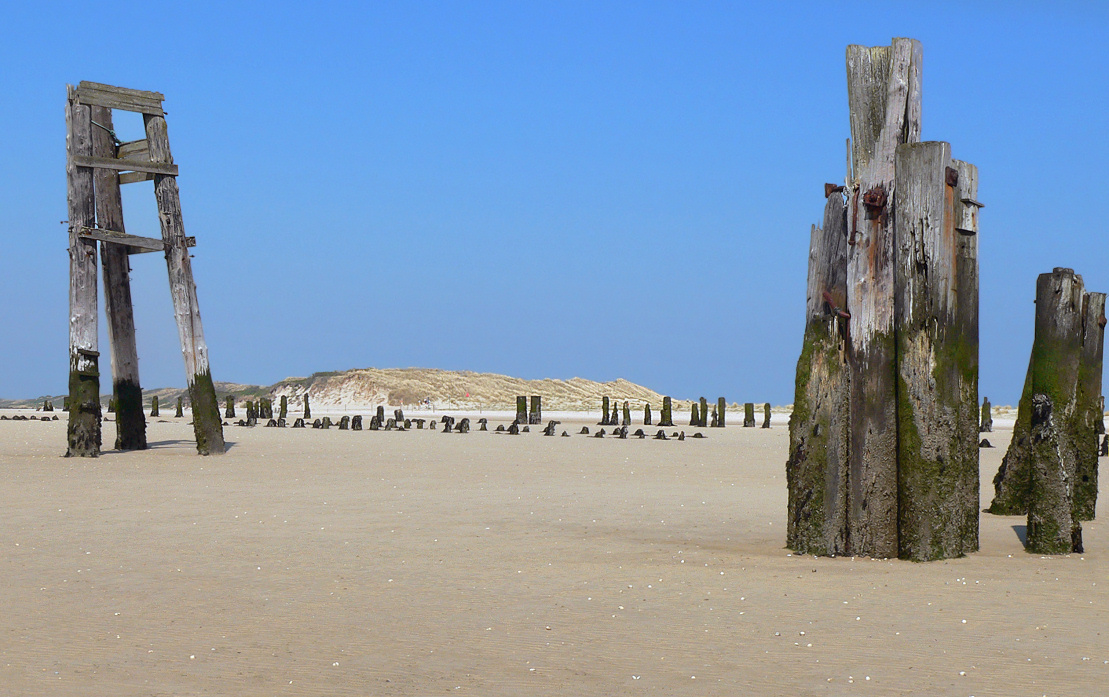